# 薩隆加堡 (紐約州)
薩隆加堡（英語：Fort Salonga）是位於美國紐約州薩福克縣的普查規定居民點。

## 人口
根據2020年美國人口普查的數據，薩隆加堡的面積為34.26平方千米，當中陸地面積為24.58平方千米，而水域面積為9.68平方千米。當地共有人口9652人，而人口密度為每平方千米281.73人。